# Natriumnitrit
Natriumnitrit (NaNO2) ist eine anorganische chemische Verbindung und das Natriumsalz der Salpetrigen Säure HNO2. Es bildet einen farblosen bis schwach gelblichen, geruchslosen, hygroskopischen Feststoff mit leicht salzigem Geschmack. Verwendet wird es in erster Linie als Bestandteil von Pökelsalz sowie als Ausgangsstoff in der chemischen Industrie.
Nicht zu verwechseln ist Natriumnitrit mit dem Natriumsalz der Salpetersäure; Natriumnitrat (NaNO3).

## Vorkommen und Herstellung
In der Natur kommen Nitrite nicht in mineralischer Form vor. Sie sind Zwischenstufen im Stickstoffkreislauf in biologischen Systemen. Sie entstehen sowohl bei der Nitrifikation (Stickstoffbindung) als auch bei der Denitrifikation (Stickstoff-Freisetzung).
Technisch wird Natriumnitrit durch Einwirkung von Stickoxiden auf Natriumhydroxidlösung gewonnen. Anfang des 20. Jahrhunderts erfolgte die Reduktion von Natriumnitrat noch mittels Blei, Eisen, Zink, Mangandioxid, Koks, Schwefeldioxid oder Calciumcarbid, wobei die Umsetzung von geschmolzenem Natriumnitrat mit Blei bei 400 °C die gebräuchlichste war. Aufgrund des niedrigen Preises von Natriumhydroxid wird diese Herstellungsmöglichkeit jedoch nur selten angewendet. Im Labor kann die Reduktion von Natriumnitrat mittels Blei oder anderer Reduktionsmittel noch angewendet werden.

## Eigenschaften
Natriumnitrit bildet farblose bis leicht gelbliche, hygroskopische Kristalle, die bei 271 °C schmelzen. Es ist geruchslos und verfügt über einen leicht salzigen Geschmack. Die Verbindung kristallisiert bei Raumtemperatur orthorhombisch in der Raumgruppe Im2m (Raumgruppen-Nr. 44, Stellung 3) mit zwei Formeleinheiten in der Elementarzelle. Ab 165 °C geht sie in eine andere orthorhombische Kristallstruktur mit der Raumgruppe Immm (Nr. 71) über und daneben existieren noch weitere Hochdruckmodifikationen. Natriumnitrit löst sich in Wasser unter starker Abkühlung. Die Lösungswärme beträgt bei 25 °C 13,9 kJ·mol−1. Unterhalb von −5 °C existiert ein stabiles Hemihydrat NaNO2·0,5H2O. Die wässrige Lösung reagiert alkalisch. Das Salz löst sich auch in flüssigem Ammoniak. Hier wird unterhalb von −64 °C ein stabiles Ammoniaksolvat NaNO2·0,5NH3 gebildet. Die Löslichkeit in 95%igem Ethanol ist mit 1,4 % nur gering. Oberhalb von Temperaturen von 330 °C erfolgt eine Zersetzung zu Natriumoxid, Stickstoffmonoxid und Stickstoffdioxid.
{\displaystyle {\ce {2NaNO2 -> Na2O + NO ^ + NO2 ^}}}
Wenn die resultierenden Stickoxide nicht abgeführt werden können, reagieren sie mit unumgesetzten Natriumnitrit zu Natriumnitrat und Stickstoffmonoxid bzw. Stickstoff.
{\displaystyle {\ce {NaNO2 + NO2 <=> NaNO3 + NO}}}
{\displaystyle {\ce {2NaNO2 + 2 NO -> 2NaNO3 + N2}}}
Die Endprodukte der Zersetzung im Temperaturbereich zwischen 330 °C und 400 °C sind Natriumnitrat, Natriumoxid und Stickstoff. Oberhalb von 600 °C zerfällt Natriumnitrat in Natriumnitrit und Sauerstoff, so dass die Endprodukte der Natriumnitritzersetzung bei dieser Temperatur Natriumoxid, Stickstoff und Sauerstoff sind.
Wässrige Lösungen von Natriumnitrit reduzieren starke Oxidationsmittel wie Kaliumpermanganat. In saurer Lösung wird Kaliumiodid zu Iod oxidiert. Ebenso erfolgt mit Ammoniumsalzen die Bildung von Stickstoff. Harnstoff und Amidoschwefelsäure werden ebenfalls unter Stickstoffbildung oxidiert.
{\displaystyle {\ce {CO(NH2)2 + 2NaNO_2 + 2HCl -> 2N2 ^ + CO2 ^ + 3H2O + 2 NaCl}}}
{\displaystyle {\ce {HOSO2NH2 + NaNO2 + HCl -> N2 ^ + H2SO4 + H2O + NaCl}}}
In wasserfreier Schmelze werden bei 210–220 °C mit einem Überschuss an Natriumnitrit mit Harnstoff Natriumcarbonat und Stickstoff gebildet. Die stöchiometrische Mischung ergibt unter denselben Bedingungen Natriumcyanat und Stickstoff.
{\displaystyle {\ce {CO(NH2)2 + 2NaNO2 -> 2N2 ^ + Na2CO3 + 2H2O}}}
{\displaystyle {\ce {CO(NH2)2 + NaNO2 -> N2 ^ + NaCNO + 2H2O}}}
Die Verbindung bildet mit Natriumnitrat ein eutektisches System, mit einem eutektischen Schmelzpunkt bei 227 °C bei einem Gehalt an Natriumnitrat von 37,5 Mol%.
Natriumnitrit ist brandfördernd (vor allem bei höheren Temperaturen) und reagiert heftig mit Aluminium (vor allem Pulver), trockenen Ammoniumverbindungen (wie beispielsweise Ammoniumsulfat), Cyaniden und vielen organischen Verbindungen. Es ist ein Reduktionsmittel und wird an der Luft langsam zu Natriumnitrat NaNO3 oxidiert.
Nitrit kann mit Eisen(II)-sulfat durch Braunfärbung nachgewiesen werden.

## Verwendung

### Bestandteil von Pökelsalz
Unter bestimmten Auflagen ist Natriumnitrit als Lebensmittelzusatzstoff E 250 in der Funktion eines Konservierungsmittels zugelassen. Im Gemisch mit Natriumchlorid verleiht es als Nitritpökelsalz (Natriumchlorid mit 0,4 bis 0,5 % Natriumnitrit) dem Fleisch durch Bildung von Nitrosomyoglobin eine bleibende rote Farbe und verhindert das Wachstum von Bakterien (Pökeln).

### Reagenz in der chemischen Industrie
In der chemischen und pharmazeutischen Industrie dient es zur Synthese von Diazoniumverbindungen für Azofarbstoffe sowie Nitroso- und Isonitrosoverbindungen und als Zusatzstoff in Galvanikbädern und Rostschutzmitteln.

### Giftköder
In Australien und den Vereinigten Staaten wurden Giftköder auf der Basis von Natriumnitrit entwickelt, die laut Patent gegen Allesfresser eingesetzt werden können. Bisher wurden diese Köder, die bei einer Aufnahmemenge von 135 mg Natriumnitrit/kg zu einem schnellen Erstickungstod führen, gegen Wildschweine, verwilderte Hausschweine und – in Neuseeland – gegen Possums mit Erfolg eingesetzt.

### Medizin
Natriumnitrit wird bei der Behandlung von Cyanidvergiftungen eingesetzt. Es verstärkt die Bildung von Methämoglobin, welches das toxische Cyanid bindet und Cyanomethämoglobin erzeugt. Dieses kann durch das Verabreichen von Natriumthiosulfat in Methämoglobin und das weniger toxische Thiocyanid umgewandelt werden. Das verbleibende Methämoglobin wird durch die Gabe von Methylenblau in Oxyhämoglobin umgewandelt.

## Sicherheitshinweise und Toxikologie
Natriumnitrit ist giftig, die tödliche Dosis für den Menschen liegt bei etwa 4 g. Es ist zudem brandfördernd, reizt die Augen und Schleimhäute und gilt als gewässergefährdend. Unter bestimmten Bedingungen und in Anwesenheit von bestimmten Aminen kann Natriumnitrit zu krebserregenden Nitrosaminen reagieren.
In den 1920er Jahren wurden die ersten Vergiftungen durch Pökelsalze mit Natriumnitritgehalten über 5 % berichtet. Eine Aufnahme von Natriumnitrit von etwa 0,5 g führt akut zu Vergiftungen. In den 1970er Jahren wurde entdeckt, dass die Nitrosamine, die aus Natriumnitrit entstehen, krebserzeugend sind. Auch die zulässigen Beimischungen gelten als geringfügig krebserzeugend. Nitrosamine entstehen beispielsweise beim Grillen oder Braten von gepökeltem Fleisch; gepökeltes Fleisch sollte daher möglichst nicht gegrillt oder gebraten werden.
Nitrite haben eine blutdrucksenkende und gefäßerweiternde Wirkung. Säuglinge unter sechs Monaten sind wegen fehlenden Enzymen besonders empfindlich für die Auswirkungen von Nitriten auf das Hämoglobin im Blut; Nitrite aus nitratreichem Wasser oder Gemüse können daher bei Säuglingen zu innerem Ersticken führen.

### Gesetzliche Regelungen
Seit den 1980er Jahren darf der Natriumnitritgehalt von Pökelsalz 0,5 % nicht überschreiten. Natriumnitrit darf nur mit Kochsalz oder Kochsalzersatz gemischt in den Handel gelangen.